# Zaubernuss
Zaubernuss (Hamamelis) ist eine Pflanzengattung innerhalb der Familie der Zaubernussgewächse (Hamamelidaceae). Die Gattung Hamamelis besitzt ein disjunktes Areal; von den nur fünf Arten kommen drei im östlichen Nordamerika und zwei im östlichen Asien vor.

## Beschreibung

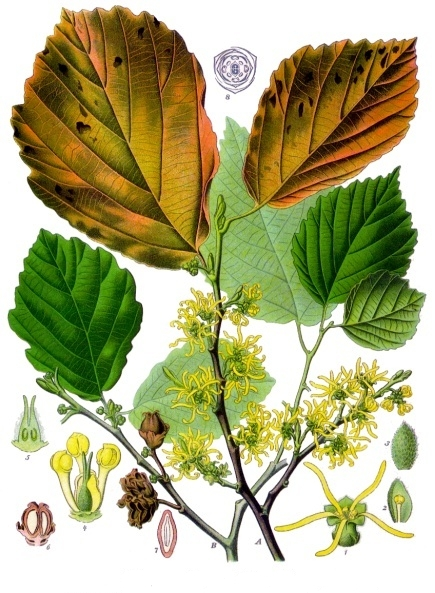
Illustration von Hamamelis virginiana

### Erscheinungsbild und Blätter
Hamamelis-Arten wachsen als sommergrüne Sträucher und kleine Bäume. Die sternhaarige Rinde junger Zweige ist grau bis graubraun. Die Knospen sind kahl. Die Laubblätter sind in Blattstiel und -spreite gegliedert. Die etwas ledrigen oder häutigen Blattspreiten besitzen immer eine schiefe Spreitenbasis und sind buchtig bis gekerbt oder besitzen einen gezähnten Blattrand. Wenn die großen, hinfälligen Nebenblätter abfallen, hinterlassen sie deutliche kleine Blattnarben.

### Blütenstände und Blüten
Die Hamamelis virginiana blüht im Herbst. Die anderen Hamamelis-Arten und -Sorten blühen im Winter meistens vor dem Blattaustrieb. Die seitenständigen, büscheligen Blütenstände enthalten nur drei bis vier Blüten.
Die Blüten duften oft angenehm in einem weiten Umkreis, dabei reichen die Angaben von schwach duftend bei Hamamelis virginiana bis deutlich duftend bei Hamamelis vernalis. Die zwittrigen Blüten sind vierzählig. Es ist ein Blütenbecher vorhanden. Die vier eiförmigen Kelchblätter sind außen behaart. Die bandförmigen Blütenkronblätter (Petalen) sind grünlich, gelb, orange oder rot. In jeder Blüte sind vier fertile Staubblätter vorhanden. Es sind auch immer vier kleinere Staminodien vorhanden, die Nektar produzieren. Zwei Fruchtblätter sind zu einem ober- bis halbober- oder mittelständigen und oft haarigen Fruchtknoten verwachsen. Jedes der zwei Fruchtknotenfächer enthält nur eine Samenanlage. Die zwei Griffel sind kurz.

### Früchte und Samen
Die sich zweiklappig öffnenden, holzigen und fachspaltigen Kapselfrüchte enthalten jeweils nur zwei schwarze, glänzende und abgeflachte Samen. Die Früchte öffnen sich explosionsartig und schleudern die Samen bis über 10 Meter weit fort. Die harten, ellipsoiden Samen besitzen ein fleischiges Endosperm.

### Chromosomenzahl
Die Chromosomengrundzahl beträgt x = 12.

## Systematik und Verbreitung

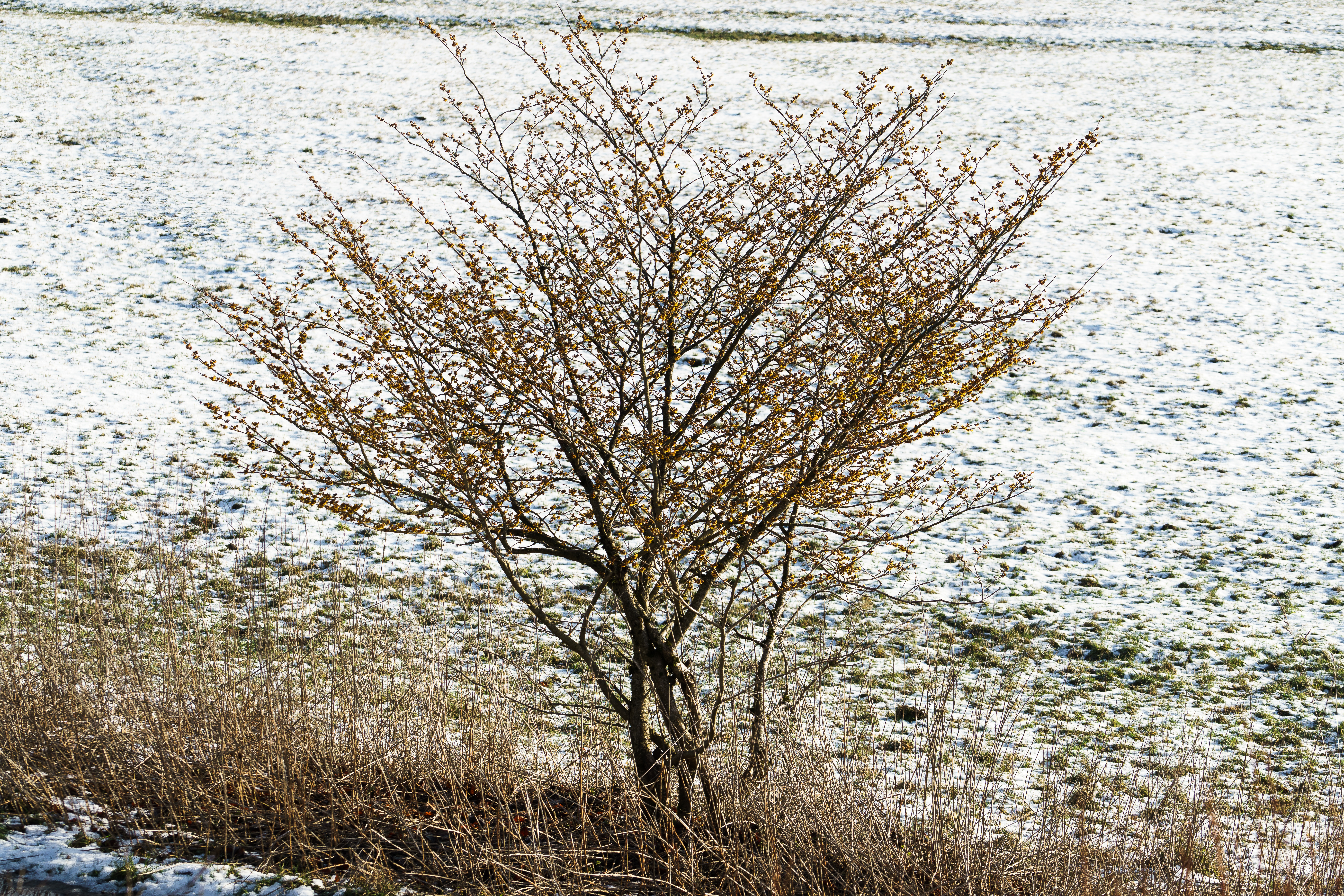
Blühender Zaubernuss-Strauch

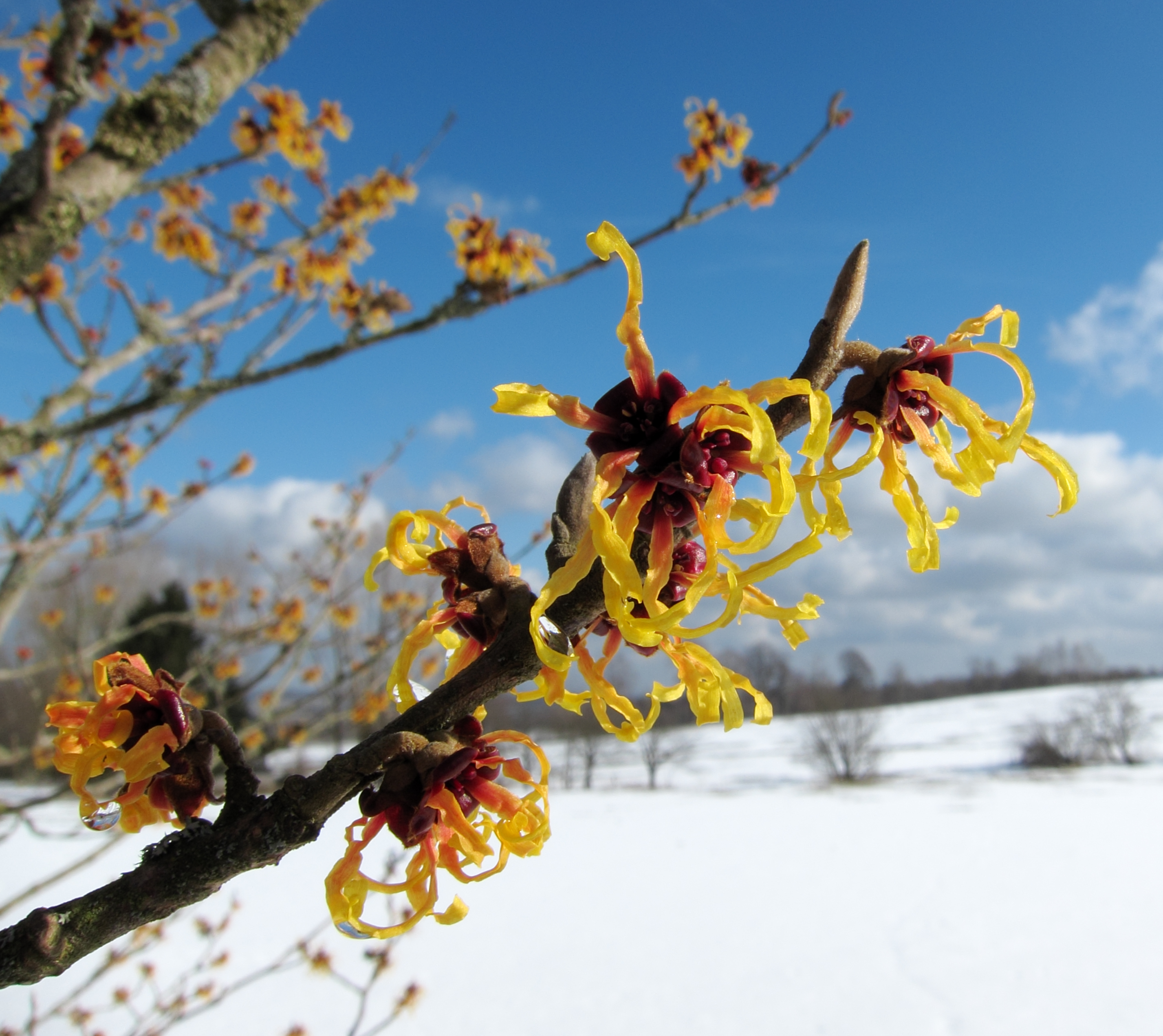
Winterblüte (Februar) einer Zaubernuss im Vogelsberg

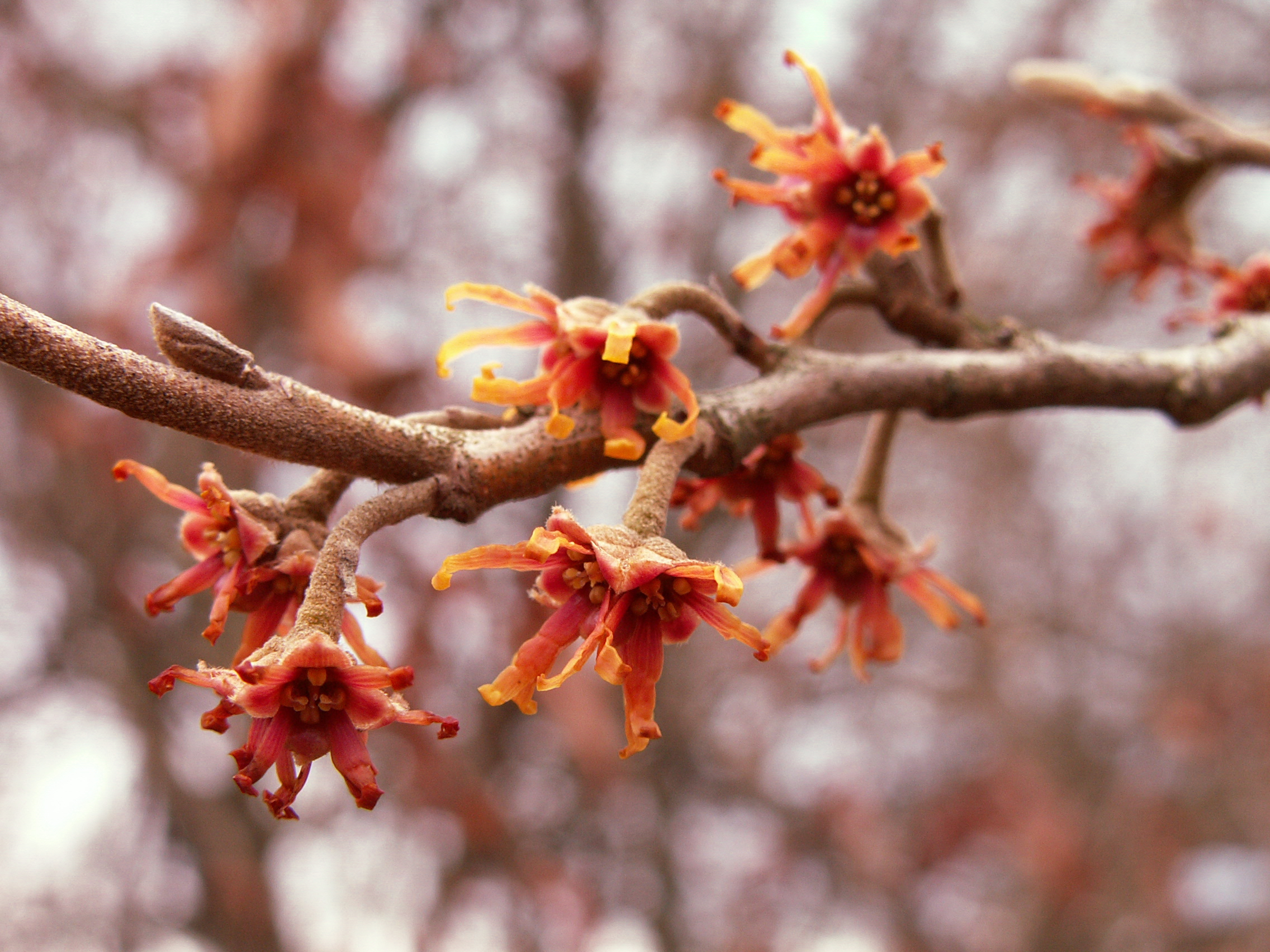
Frühlings-Zaubernuss (Hamamelis vernalis)

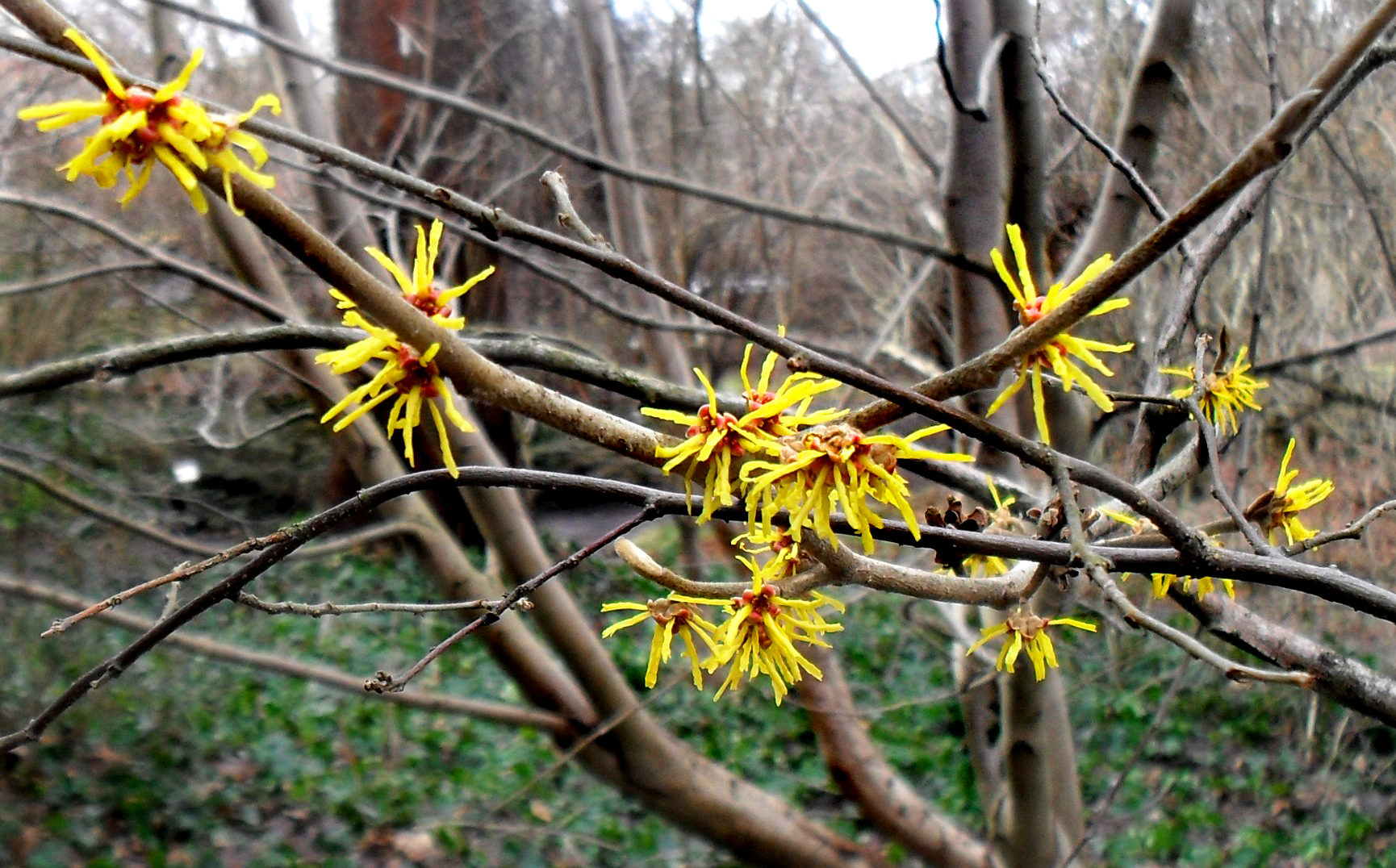
Chinesische Zaubernuss (Hamamelis mollis)

Alle Arten sind in den gemäßigten Gebieten der Nordhalbkugel beheimatet. Die Gattung Hamamelis besitzt ein disjunktes Areal im östlichen Nordamerika und östlichen Asien.
Der Gattungsname Hamamelis wurde 1753 von Carl von Linné in Species Plantarum, 1, S. 124 erstveröffentlicht. Typusart ist Hamamelis virginiana L. Synonyme Hamamelis L. sind: Amamelis Lem., Lomilis Raf., Trilopus Mitch.
Die Gattung Hamamelis gehört zur Subtribus Hamamelidinae aus der Tribus Hamamelideae in der Unterfamilie Hamamelidoideae innerhalb der Familie Hamamelidaceae.
Es gibt vier bis sechs Hamamelis-Arten:
Drei Arten sind in Nordamerika beheimatet:
- Virginische Zaubernuss oder Herbstblühende Zaubernuss (Hamamelis virginiana L.)
- Frühlings-Zaubernuss (Hamamelis vernalis Sarg.)
- Hamamelis ovalis S.W.Leonard: Sie wurde 2006 aus dem amerikanischen Bundesstaat Mississippi erstbeschrieben.[4]

Zwei Arten sind in Asien beheimatet:
- Japanische Zaubernuss (Hamamelis japonica Sieb. & Zucc.): Die Heimat ist Japan.
- Chinesische Zaubernuss (Hamamelis mollis Oliv.): Sie stammt aus China.

Hybride:
- Hamamelis × intermedia Rehder (= Hamamelis japonica × Hamamelis mollis)

### Evolution
Die heutigen Hamamelis-Arten entstammen einer relativ jungen genetischen Entwicklung. Die Gattung Hamamelis ist dabei monophyletischen Ursprungs. Als Basalart gilt die Chinesische Zaubernuss. Alle neuweltlichen Arten haben sich als mit Hamamelis japonica nächstverwandt herausgestellt; eine Besiedlung des nordamerikanischen Kontinents erfolgte daher hypothetisch über die Eröffnung der Bering-Landverbindung von Ostasien aus. Fossil ist Hamamelis für Eurasien nachgewiesen. Die pleistozänen Eiszeiten haben hier ihr Aussterben bewirkt.

## Nutzung als Zierpflanze
Zaubernuss-Arten und -Sorten samt Hybriden werden in den gemäßigten Gebieten als Zierpflanzen verwendet. Die Zaubernuss-Arten wachsen langsam, sollen einzeln stehen und möglichst selten zurückgeschnitten werden. Sie blühen in der kalten Jahreszeit, zumeist zwischen Dezember und Februar und gehören damit zu den wenigen Arten, die in diesen Wintermonaten blühen.

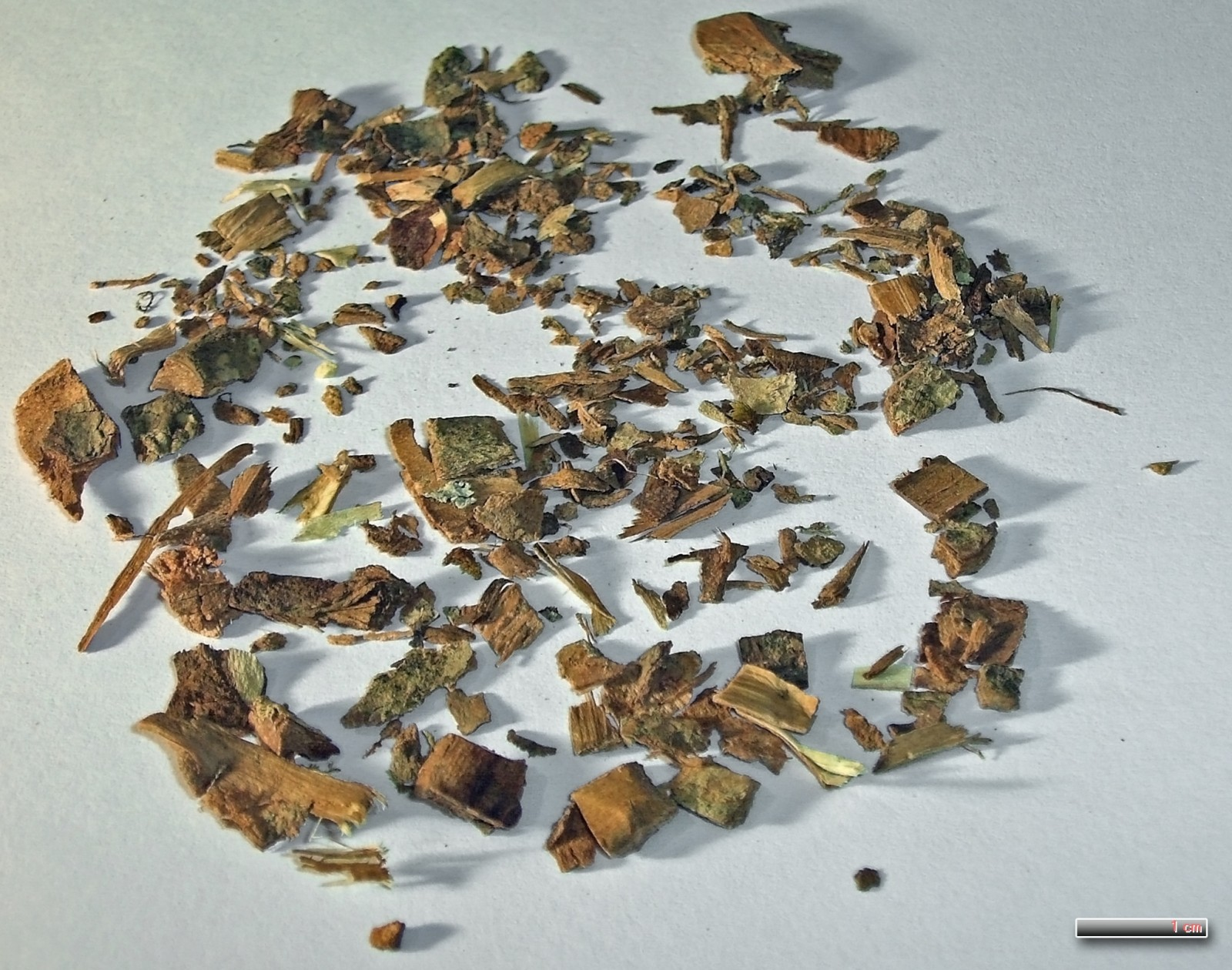
Getrocknete Hamamelis-Rinde = Hamamelidis cortex

## Heilwirkung
Die Virginische Zaubernuss wird wirtschaftlich intensiv als Heilpflanze genutzt. Die gewonnenen Arzneidrogen (Hamamelidis aqua, Hamamelidis cortex, Hamamelidis folium) weisen eine blutstillende, entzündungshemmende, adstringierende und Juckreiz stillende Wirkung auf. Nach Kommission E ist eine Anwendung bei leichten Hautverletzungen, lokalen Entzündungen der Haut und Schleimhäute, Hämorrhoidenleiden und Varikose sinnvoll. In der Volksmedizin erfolgt eine Gabe auch innerlich bei Durchfallerkrankungen.